# アイナバ地区
アイナバ地区 (Aynabo District, ソマリ語: Degmada Caynaba)はソマリランドのスール地域にある地区。「サラー(Sarar, Saraar)」の名でも知られる。中心都市はアイナバ。

## 主な町
- Aynaba - 中心都市
- Wadamago
- Higlo
- Oog
- Gowsaweyne
- War Idaad
- Habariheshay
- Godheeli
- Ceeldhaab
- Badweyn
- Qoridheere
- Higlo
- Berkad Ali Hersi

## 石油採掘
2019年11月、Genel energy社は、地区北部のブロックSL10B/13にいくつかの石油鉱脈があり、13億バレルが埋蔵されている可能性があると発表した。さらに、開発すれば日産5万バレルが取れるとした。

## 住民
この地区の総人口は17万人。この地区には主にソマリ人のイサック氏族のハバル・ジェクロ支族が住む
。
2016年のアイナバ地区のソマリランド選挙の有権者登録数は、31,052人だった。